# Blandina
Svatá Blandina (v češtině též Blandýna, francouzsky Blandine, asi 162–177) byla otrokyně a křesťanská mučednice, která zemřela v roce 177 spolu s dalšími 46 křesťanskými mučedníky ve francouzském Lyonu za vlády císaře Marka Aurelia.

## Souvislosti
V prvních dvou stoletích křesťanské éry byli za pronásledování křesťanů odpovědní z velké části místní římští úředníci. Císaři přistupovali ke křesťanství jako k lokálnímu problému, který měli řešit jejich podřízení. Počet a závažnost perzekucí křesťanů na různých místech říše se za vlády Marka Aurelia zdánlivě zvýšila. Rozsah, v jakém sám Marcus Aurelius řídil, povzbuzoval nebo si byl vědom těchto perzekucí, je nejasný a historici o něm diskutují.

## Historie

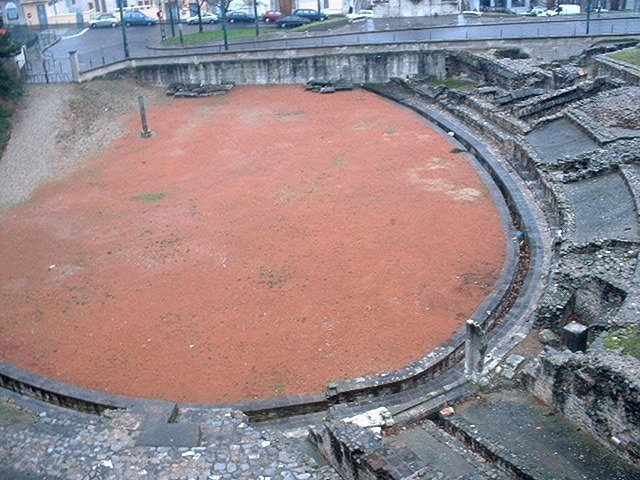
Amphithéâtre des Trois-Gaules v Lyonu. Sloup v aréně je památníkem křesťanských mučedníků, včetně Blandiny.

Tradiční zprávu o svaté Blandině uvádí Eusebios ve svém díle Historia Ecclesiastica.
Blandina patří do skupiny 47 lyonských mučedníků, kteří byli popraveni (někteří z nich po krutém mučení) v roce 177 za vlády Marka Aurelia. Téměř vše, co o ní víme, pochází z epištoly zaslané církví v Lyonu církvím v Malé Asii. Eusebios ve své knize píše o jejím životě a smrti podle citací ze zmíněného dopisu do Malé Asie. Fanatismus římského obyvatelstva v Lyonu byl namířen proti křesťanům, takže pokud se někdo veřejně přiznal ke křesťanskví, byl pronásledován a perzekvován.
Zatímco byl lyonský císařský legát mimo město, chiliarch, vojenský velitel a jeho spoluvládce, civilní soudce, uvrhli do vězení řadu křesťanů, kteří vyznali svou víru. Když se legát vrátil, uvěznění věřící byli postaveni před soud. Mezi těmito křesťany byla i Blandina, otrokyně, která byla vzata do vazby spolu se svým pánem, také křesťanem. Její společníci se velmi obávali, že kvůli své tělesné slabosti nemusí snést mučení. Přestože ji soudci podrobili strašlivým mučením, až "i kati byli vyčerpaní a nevěděli, jak jí ještě mohou ublížit“, zůstala věrná víře a opakovala na každou otázku „Jsem křesťanka a nedopouštím se ničeho špatného". 
Ze strachu z mučení otroci často svědčili proti svým pánům, že se při křesťanských shromážděních dopouštěli kanibalismu a krvesmilstva. Legát si přál svědectví, které by vedlo k obžalování křesťanských vězňů z těchto zločinů. V době veřejných her byla proto Blandina podrobena novým mučením spolu s dalšími křesťany v městském amfiteátru (nyní známém jako Amphithéâtre des Trois-Gaules).
Byla přivázána ke kůlu a byla k ní vypuštěna divoká zvířata. Podle legendy se jí však zvířata nedotkla. Poté, co po několik dní snášela mučení, ve snaze přesvědčit ji, aby se vzdala víry, byla odvedena do arény, aby viděla utrpení svých spoluvězňů. Jako poslední z mučedníků byla zbičována, pálena na rozžhaveném roštu, svázána do sítě a hozena před divokého býka, který ji svými rohy vyhodil do vzduchu. Nakonec byla zabita ranou dýky. Její popel byl vysypán do řeky Rhôny.

## Dědictví
- Její svátek se slaví 2. června spolu s ostatními lyonskými mučedníky.
- Jsou po ní jsou pojmenovány dvě obce ve Francii:
  - Sainte-Blandine, departement Isère,
  - Sainte-Blandine, departement Deux-Sèvres.
- Ve Francii je jí zasvěceno několik kostelů.

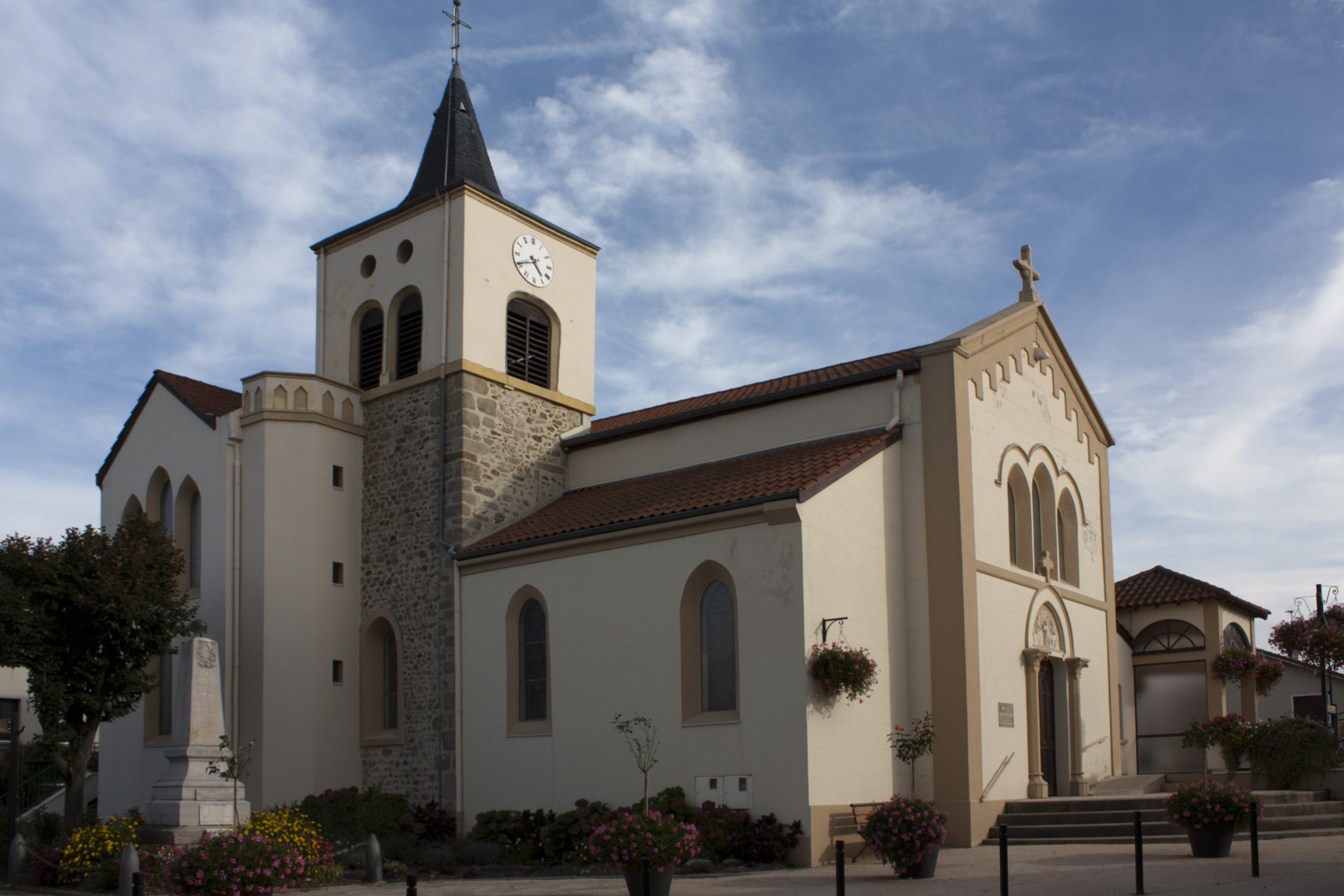
Kostel svaté Blandiny v Chambœuf
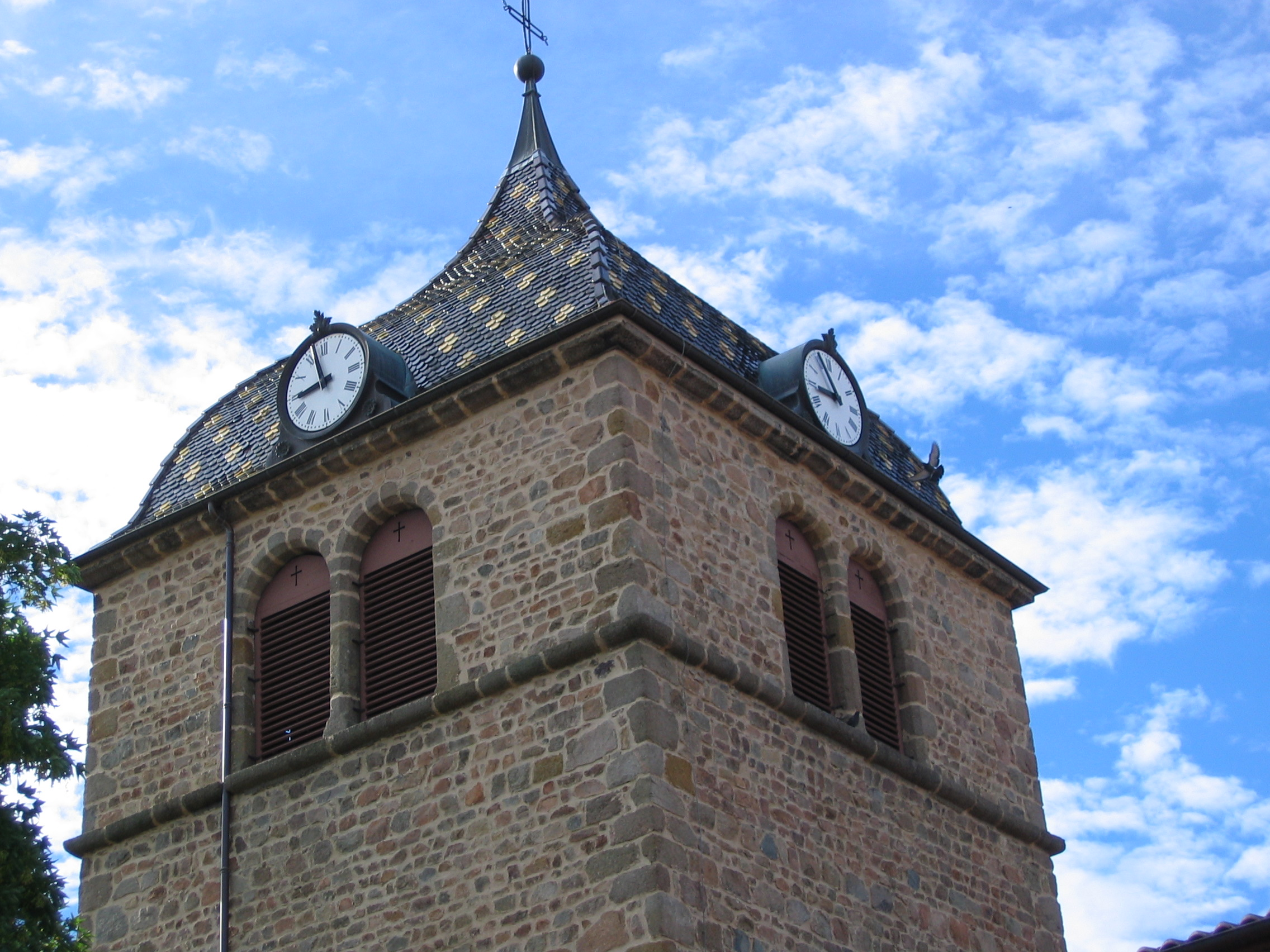
Věž kostela svaté Blandiny v Longessaigne
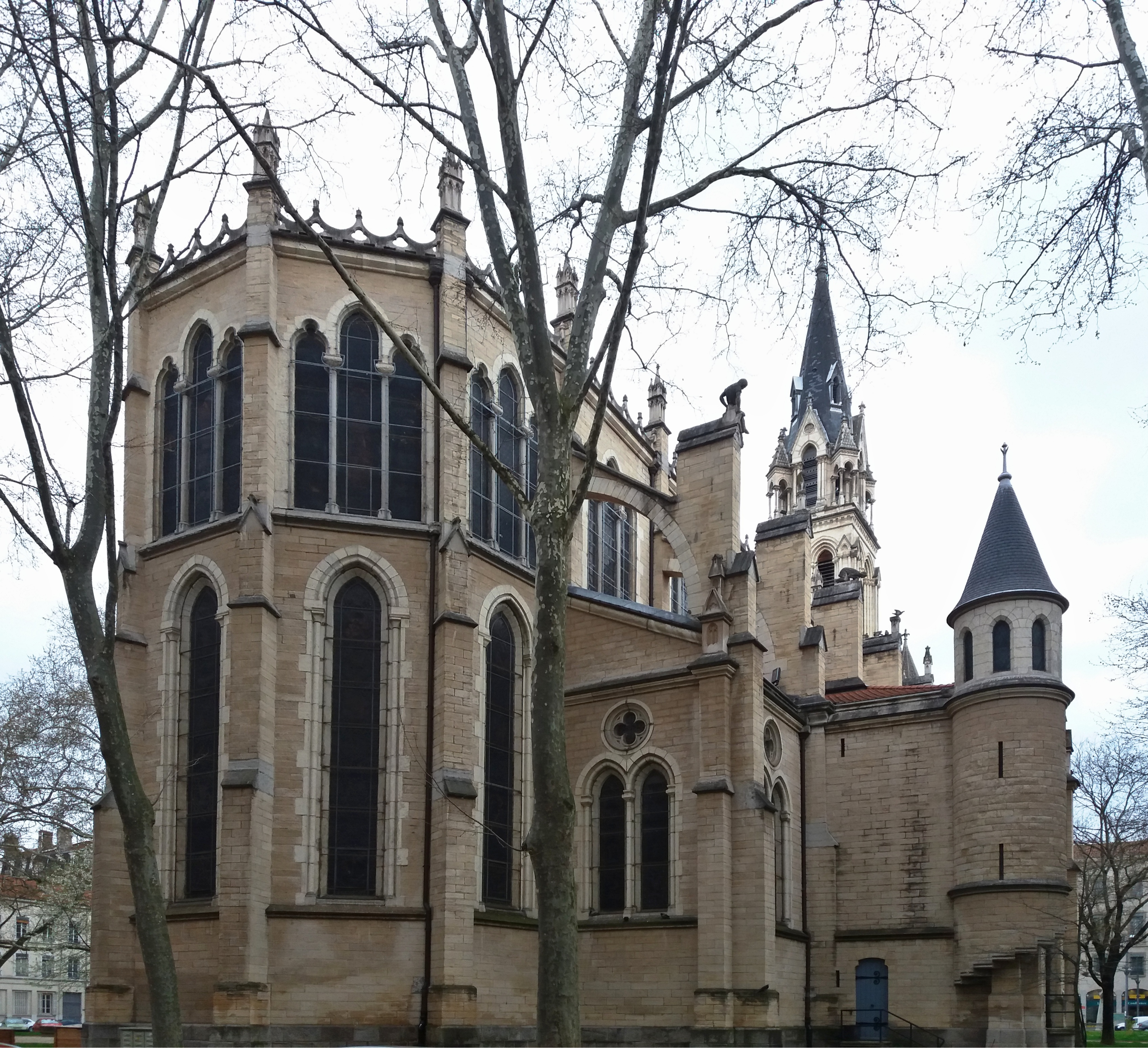
Kostel svaté Blandiny v Lyonu
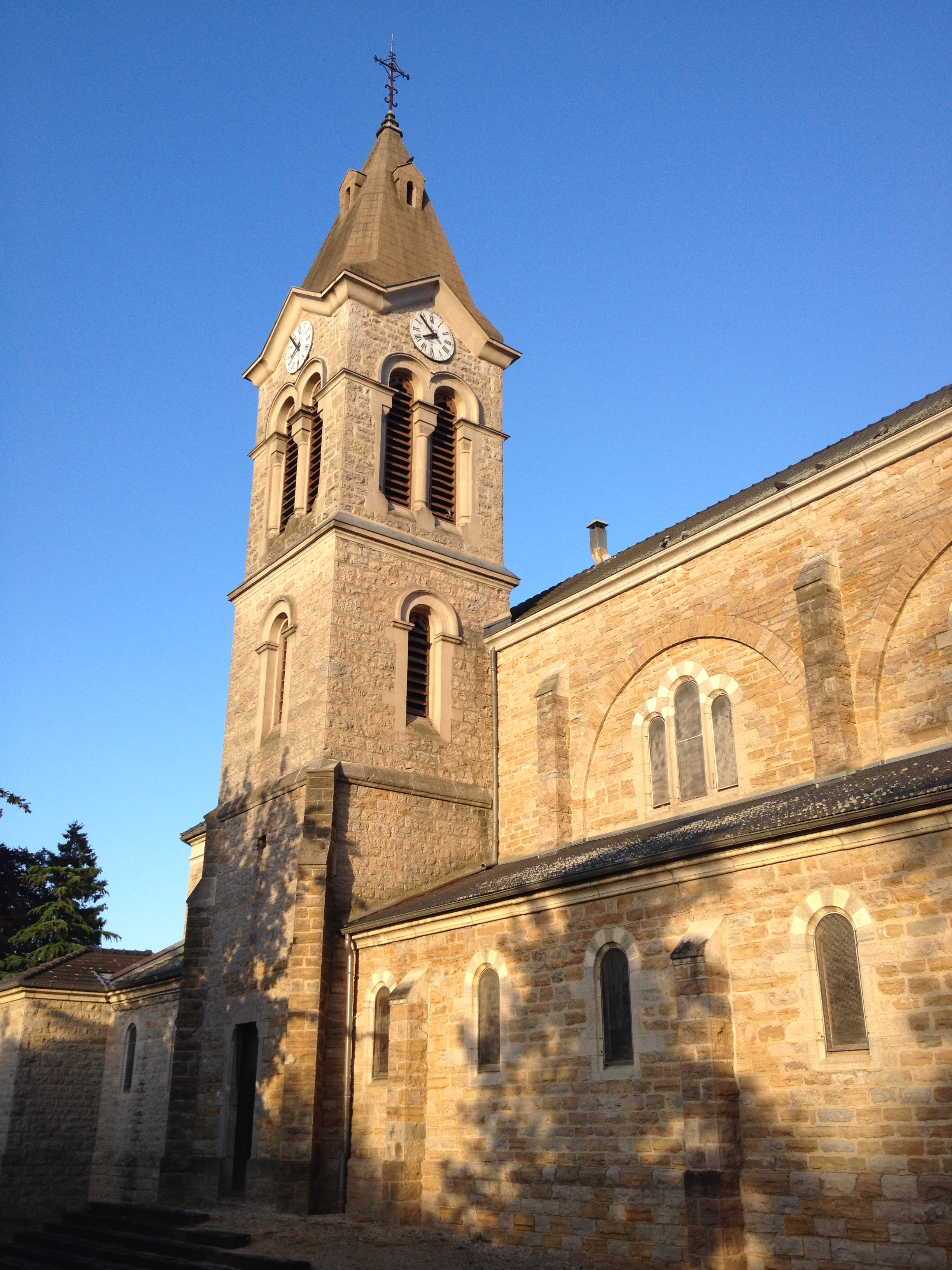
Kostel svaté Blandiny v Pont-de-Chéruy.
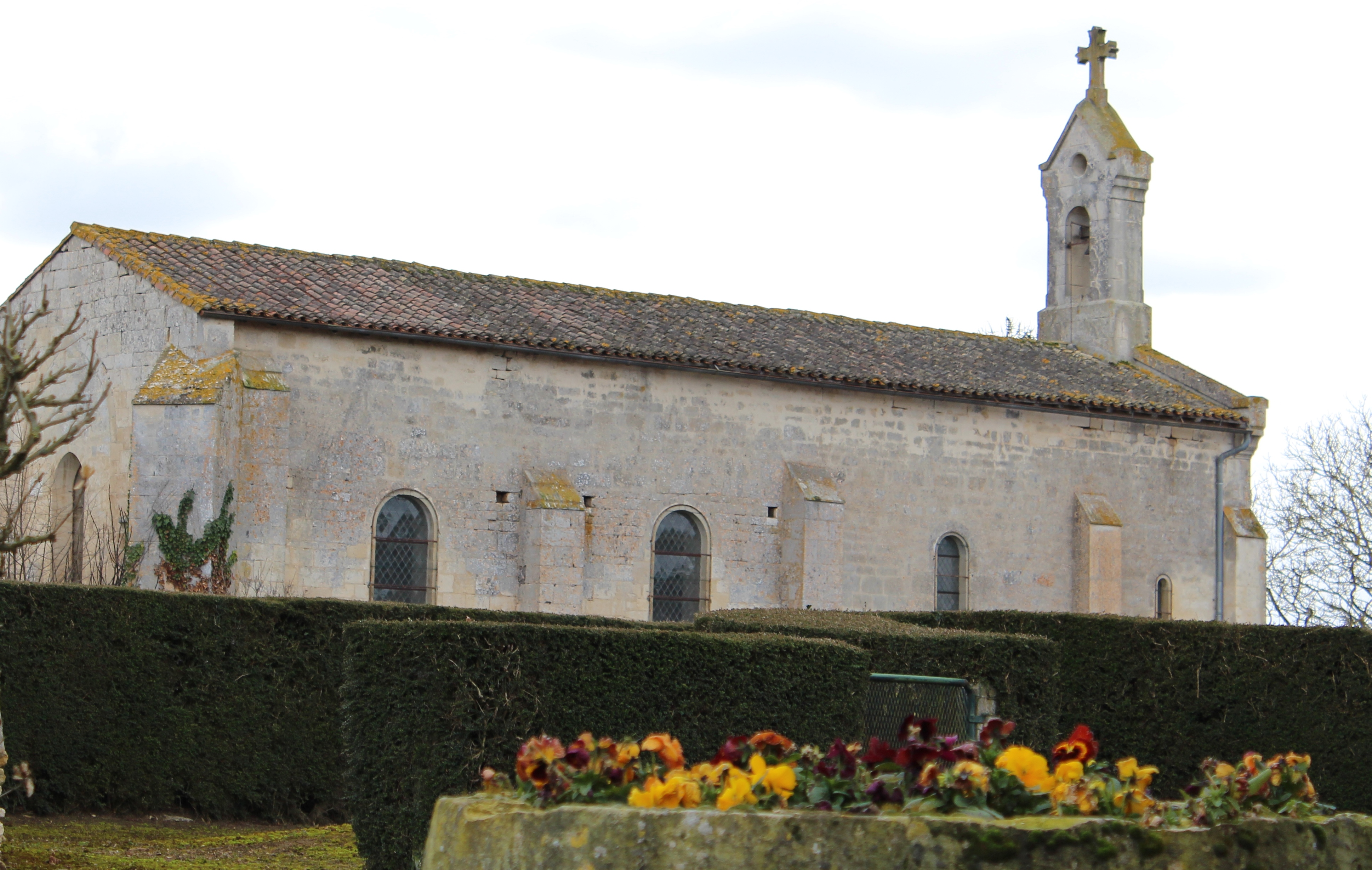
Kostel svaté Blandiny v Sainte-Blandine (Deux-Sèvres)